# Discografia dei Rush

## Album in studio
| Anno                                                              | Titolo                                                                 | Posizione | Posizione | Posizione | Posizione | Posizione | Posizione | Posizione | Posizione | Posizione | Posizione | Certificazioni | Certificazioni | Certificazioni |
| Anno                                                              | Titolo                                                                 | CAN       | FIN       | GER       | IRE       | NLD       | NOR       | POL       | SWE       | UK        | US        | CAN            | UK             | US             |
| ----------------------------------------------------------------- | ---------------------------------------------------------------------- | --------- | --------- | --------- | --------- | --------- | --------- | --------- | --------- | --------- | --------- | -------------- | -------------- | -------------- |
| 1974                                                              | Rush - Pubblicato: 18 marzo 1974 - Etichetta: Mercury                  | 88        | —         | —         | —         | —         | —         | —         | —         | —         | 105       | Oro            |                | Oro            |
| 1975                                                              | Fly by Night - Pubblicato: 15 febbraio 1975 - Etichetta: Mercury       | 37        | —         | —         | —         | —         | —         | —         | —         | —         | 113       | Platino        |                | Platino        |
| Caress of Steel - Pubblicato: settembre 1975 - Etichetta: Mercury | 48                                                                     | —         | —         | —         | —         | —         | —         | —         | —         | 148       | Oro       |                | Oro            |                |
| 1976                                                              | 2112 - Pubblicato: 16 aprile 1976 - Etichetta: Mercury                 | 1         | —         | —         | —         | —         | —         | —         | 33        | —         | 61        | 2x Platino     | Oro            | 3x Platino     |
| 1977                                                              | A Farewell to Kings - Pubblicato: 29 agosto 1977 - Etichetta: Mercury  | 2         | —         | —         | —         | —         | —         | —         | 41        | 22        | 33        | Platino        | Oro            | Platino        |
| 1978                                                              | Hemispheres - Pubblicato: 29 ottobre 1978 - Etichetta: Mercury         | 4         | —         | —         | —         | —         | —         | —         | —         | 14        | 47        | Platino        | Argento        | Platino        |
| 1980                                                              | Permanent Waves - Pubblicato: 1º gennaio 1980 - Etichetta: Mercury     | 1         | —         | —         | —         | 38        | 21        | —         | 26        | 3         | 4         | Platino        | Oro            | Platino        |
| 1981                                                              | Moving Pictures - Pubblicato: 30 gennaio 1981 - Etichetta: Mercury     | 1         | —         | —         | —         | 19        | 34        | —         | 32        | 3         | 3         | 4x Platino     | Argento        | 4x Platino     |
| 1982                                                              | Signals - Pubblicato 29 settembre 1982 - Etichetta: Mercury            | 3         | —         | —         | —         | 31        | 33        | —         | 19        | 3         | 10        | Platino        | Argento        | Platino        |
| 1984                                                              | Grace Under Pressure - Pubblicato: 12 aprile 1984 - Etichetta: Mercury | 1         | 14        | 43        | —         | 27        | —         | —         | 18        | 5         | 10        | Platino        | Argento        | Platino        |
| 1985                                                              | Power Windows - Pubblicato: 11 ottobre 1985 - Etichetta: Mercury       | 2         | 17        | —         | —         | 44        | —         | —         | 26        | 9         | 10        | Platino        | Argento        | Platino        |
| 1987                                                              | Hold Your Fire - Pubblicato: 8 settembre 1987 - Etichetta: Mercury     | 9         | 9         | 34        | —         | 40        | —         | —         | 21        | 10        | 13        | Platino        | Argento        | Oro            |
| 1989                                                              | Presto - Pubblicato: 17 novembre 1989 - Etichetta: Atlantic            | 11        | 22        | 60        | —         | 70        | —         | —         | —         | 27        | 16        | Platino        | Argento        | Oro            |
| 1991                                                              | Roll the Bones - Pubblicato: 3 settembre 1991 - Etichetta: Atlantic    | 1         | 9         | 35        | —         | 38        | —         | —         | 31        | 10        | 3         | Platino        |                | Platino        |
| 1993                                                              | Counterparts - Pubblicato: 19 ottobre 1993 - Etichetta: Atlantic       | 1         | 18        | 88        | —         | 56        | —         | —         | 45        | 14        | 2         | Platino        |                | Oro            |
| 1996                                                              | Test for Echo - Pubblicato: 10 settembre 1996 - Etichetta: Atlantic    | 1         | 9         | 45        | —         | 53        | —         | —         | 26        | 25        | 5         | Oro            |                | Oro            |
| 2002                                                              | Vapor Trails - Pubblicato: 14 maggio 2002 - Etichetta: Atlantic        | 3         | 11        | 20        | —         | 47        | —         | —         | 18        | 38        | 6         | Oro            |                |                |
| 2007                                                              | Snakes & Arrows - Pubblicato: 1º maggio 2007 - Etichetta: Atlantic     | 3         | 4         | 29        | 80        | 16        | 13        | 41        | 6         | 13        | 3         | Oro            |                |                |
| 2012                                                              | Clockwork Angels - Pubblicato: 12 giugno 2012 - Etichetta: Roadrunner  | 1         | 4         | 11        | 71        | 11        | 4         | 9         | 8         | 21        | 2         | Oro            |                |                |
| Anno                                                              | Titolo                                                                 | Posizione | Posizione | Posizione | Posizione | Posizione | Posizione | Posizione | Posizione | Posizione | Posizione | Certificazioni | Certificazioni | Certificazioni |
| Anno                                                              | Titolo                                                                 | CAN       | FIN       | GER       | IRE       | NLD       | NOR       | POL       | SWE       | UK        | US        | CAN            | UK             | US             |

## EP
| Anno | Titolo                                                                             | Posizione | Posizione | Posizione | Posizione | Posizione | Posizione | Posizione | Posizione | Posizione | Posizione | Certificazioni | Certificazioni | Certificazioni |
| Anno | Titolo                                                                             | CAN       | FIN       | GER       | IRE       | NLD       | NOR       | POL       | SWE       | UK        | US        | CAN            | UK             | US             |
| ---- | ---------------------------------------------------------------------------------- | --------- | --------- | --------- | --------- | --------- | --------- | --------- | --------- | --------- | --------- | -------------- | -------------- | -------------- |
| 2004 | Feedback - Pubblicato: 29 giugno 2004 - Etichetta: Atlantic                        | 5         | —         | 59        | —         | —         | —         | —         | —         | 68        | 19        | Oro            |                |                |
| 2017 | Cygnus X-1 (edizione limitata) - Pubblicato: 22 aprile 2017 - Etichetta: Universal |           | —         |           | —         | —         | —         | —         | —         |           |           |                |                |                |

## Album dal vivo
| Anno | Titolo                                                                                     | Posizione | Posizione | Posizione | Posizione | Posizione | Posizione | Posizione | Posizione | Posizione | Posizione | Certificazioni | Certificazioni | Certificazioni |
| Anno | Titolo                                                                                     | CAN       | FIN       | GER       | IRE       | NLD       | NOR       | POL       | SWE       | UK        | US        | CAN            | UK             | US             |
| ---- | ------------------------------------------------------------------------------------------ | --------- | --------- | --------- | --------- | --------- | --------- | --------- | --------- | --------- | --------- | -------------- | -------------- | -------------- |
| 1976 | All the World's a Stage - Pubblicato: 29 settembre 1976 - Etichetta: Mercury               | 7         | —         | —         | —         | —         | —         | —         | —         | —         | 40        | Platino        | Argento        | Platino        |
| 1981 | Exit...Stage Left - Pubblicato: 29 ottobre 1981 - Etichetta: Mercury                       | 4         | —         | —         | —         | 19        | 28        | —         | —         | 6         | 10        | Platino        | Argento        | Platino        |
| 1989 | A Show of Hands - Pubblicato: 9 gennaio 1989 - Etichetta: Mercury                          | 14        | 9         | 35        | —         | 38        | —         | —         | 28        | 12        | 21        | Platino        |                | Oro            |
| 1998 | Different Stages - Pubblicato: 10 novembre 1998 - Etichetta: Atlantic                      | 12        | —         | —         | —         | —         | —         | —         | —         | 121       | 35        | Platino        |                | Oro            |
| 2003 | Rush in Rio - Pubblicato: 21 ottobre 2003 - Etichetta: Atlantic                            | —         | 5         | —         | —         | —         | —         | —         | —         | 139       | 33        | Oro            |                | Oro            |
| 2005 | R30: 30th Anniversary World Tour - Pubblicato: 22 novembre 2005 - Etichetta: Atlantic      | —         | 3         | —         | —         | —         | —         | —         | —         | —         | —         |                |                |                |
| 2006 | Grace Under Pressure Tour - Pubblicato: 13 giugno 2006 - Etichetta: Mercury                | —         | —         | —         | —         | —         | —         | —         | —         | —         | —         |                |                |                |
| 2008 | Snakes & Arrows Live - Pubblicato: 14 aprile 2008 - Etichetta: Atlantic                    | 8         | —         | 63        | —         | 36        | —         | —         | 42        | 70        | 18        |                |                |                |
| 2011 | Time Machine 2011: Live in Cleveland - Pubblicato: 8 novembre 2011 - Etichetta: Roadrunner | 59        | —         | 58        | —         | —         | —         | —         | —         | 70        | 54        |                |                |                |
| 2013 | Clockwork Angels Tour - Pubblicato: 19 novembre 2013 - Etichetta: Roadrunner               | —         | —         | 45        | —         | —         | —         | —         | —         | 65        | 33        |                |                |                |
| 2015 | R40 Live - Pubblicato: 20 novembre 2015 - Etichetta: Rounder                               | —         | —         | —         | —         | —         | —         | —         | —         | —         | 24        |                |                |                |
| Anno | Titolo                                                                                     | Posizione | Posizione | Posizione | Posizione | Posizione | Posizione | Posizione | Posizione | Posizione | Posizione | Certificazioni | Certificazioni | Certificazioni |
| Anno | Titolo                                                                                     | CAN       | FIN       | GER       | IRE       | NLD       | NOR       | POL       | SWE       | UK        | US        | CAN            | UK             | US             |

## Compilation
| Anno | Titolo                                                                                        | Posizione | Posizione | Posizione | Posizione | Posizione | Posizione | Posizione | Posizione | Posizione | Posizione | Certificazioni | Certificazioni | Certificazioni |
| Anno | Titolo                                                                                        | CAN       | FIN       | GER       | IRE       | NLD       | NOR       | POL       | SWE       | UK        | US        | CAN            | UK             | US             |
| ---- | --------------------------------------------------------------------------------------------- | --------- | --------- | --------- | --------- | --------- | --------- | --------- | --------- | --------- | --------- | -------------- | -------------- | -------------- |
| 1978 | Archives - Pubblicato: aprile 1978 - Etichetta: Mercury                                       | —         | —         | —         | —         | —         | —         | —         | —         | —         | 121       |                |                | Platino        |
| 1990 | Chronicles - Pubblicato: 9 ottobre 1990 - Etichetta: Mercury                                  | 5         | 2         | —         | —         | —         | —         | —         | —         | 42        | 51        | 2x Platino     |                | 2x Platino     |
| 1997 | Retrospective I - Pubblicato: 6 maggio 1997 - Etichetta: Mercury                              | —         | —         | —         | —         | —         | —         | —         | —         | —         | —         |                |                |                |
| 1997 | Retrospective II - Pubblicato: 3 giugno 1997 - Etichetta: Mercury                             | —         | —         | —         | —         | —         | —         | —         | —         | —         | —         |                |                |                |
| 2003 | The Spirit of Radio: Greatest Hits 1974-1987 - Pubblicato: febbraio 2003 - Etichetta: Mercury | 17        | —         | —         | —         | —         | —         | —         | —         | 167       | 62        |                |                | Oro            |
| 2006 | Gold - Pubblicato: 25 aprile 2006 - Etichetta: Mercury                                        | —         | —         | —         | —         | —         | 10        | —         | —         | —         | —         |                |                |                |
| 2009 | Retrospective III - Pubblicato: 3 marzo 2009 - Etichetta: Mercury                             | —         | —         | —         | —         | —         | —         | —         | —         | —         | —         |                |                |                |
| 2009 | Working Men - Pubblicato: 17 novembre 2009 - Etichetta: Atlantic                              | —         | —         | —         | —         | —         | —         | —         | —         | —         | —         |                |                |                |

## Singoli
| Anno | Titolo                                | Posizione | Posizione | Posizione | Posizione | Album                   |
| Anno | Titolo                                | CAN       | GB        | US        | US Main   | Album                   |
| ---- | ------------------------------------- | --------- | --------- | --------- | --------- | ----------------------- |
| 1973 | Not Fade Away                         | 92        | —         | —         | —         | non-album single        |
| 1974 | Finding My Way                        | —         | —         | —         | —         | Rush                    |
| 1974 | In the Mood                           | 31        | —         | —         | —         | Rush                    |
| 1975 | Fly by Night                          | 45        | —         | —         | —         | Fly By Night            |
| 1975 | Making Memories                       | —         | —         | —         | —         | Fly By Night            |
| 1975 | The Necromancer: Return of the Prince | —         | —         | —         | —         | Caress of Steel         |
| 1975 | Lakeside Park                         | —         | —         | —         | —         | Caress of Steel         |
| 1976 | The Twilight Zone                     | —         | —         | —         | —         | 2112                    |
| 1976 | The Temples of Syrinx                 | —         | —         | —         | —         | 2112                    |
| 1976 | A Passage to Bangkok                  | —         | 41        | —         | —         | 2112                    |
| 1976 | Fly by Night-In the Mood (Live)       | —         | —         | —         | —         | All The World's a Stage |
| 1977 | Closer to the Heart                   | 45        | 76        | —         | 36        | A Farewell to Kings     |
| 1978 | Cinderella Man                        | —         | —         | —         | —         | A Farewell to Kings     |
| 1978 | The Trees                             | —         | —         | —         | —         | Hemispheres             |
| 1979 | Circumstances                         | —         | —         | —         | —         | Hemispheres             |
| 1980 | The Spirit of Radio                   | —         | 13        | 51        | —         | Permanent Waves         |
| 1980 | Freewill                              | —         | —         | —         | —         | Permanent Waves         |
| 1980 | Entre Nous                            | —         | —         | 110       | —         | Permanent Waves         |
| 1981 | Limelight                             | —         | —         | 55        | 4         | Moving Pictures         |
| 1981 | Tom Sawyer                            | —         | —         | 44        | 8         | Moving Pictures         |
| 1981 | Vital Signs                           | —         | 41        | —         | —         | Moving Pictures         |
| 1982 | Tom Sawyer (Live)                     | —         | 25        | —         | 42        | Exit...Stage Left       |
| 1982 | Closer to the Heart (Live)            | —         | —         | 69        | 21        | Exit...Stage Left       |
| 1982 | New World Man                         | —         | 42        | 21        | 1         | Signals                 |
| 1982 | Subdivisions                          | —         | 53        | 105       | 8         | Signals                 |
| 1983 | The Analog Kid                        | —         | —         | —         | 19        | Signals                 |
| 1983 | The Weapon (Part II of "Fear")        | —         | —         | —         | —         | Signals                 |
| 1983 | Countdown                             | —         | 36        | —         | —         | Signals                 |
| 1984 | Distant Early Warning                 | —         | —         | —         | 3         | Grace Under Pressure    |
| 1984 | The Body Electric                     | —         | 56        | 105       | 23        | Grace Under Pressure    |
| 1984 | Red Sector A                          | —         | —         | —         | 21        | Grace Under Pressure    |
| 1984 | Afterimage                            | —         | —         | —         | —         | Grace Under Pressure    |
| 1985 | The Big Money                         | —         | —         | 45        | 4         | Power Windows           |
| 1985 | Territories                           | —         | —         | —         | 30        | Power Windows           |
| 1986 | Mystic Rhythms                        | —         | —         | —         | 21        | Power Windows           |
| 1986 | Manhattan Project                     | —         | —         | —         | 10        | Power Windows           |
| 1986 | Marathon                              | —         | —         | —         | —         | Power Windows           |
| 1987 | Time Stand Still                      | —         | 41        | —         | 3         | Hold Your Fire          |
| 1987 | Prime Mover                           | —         | 43        | —         | —         | Hold Your Fire          |
| 1987 | Force Ten                             | —         | —         | —         | 3         | Hold Your Fire          |
| 1988 | Lock and Key                          | —         | —         | —         | 16        | Hold Your Fire          |
| 1989 | Mission (Live)                        | —         | —         | —         | 33        | A Show of Hands         |
| 1989 | Marathon (Live)                       | —         | —         | —         | 6         | A Show of Hands         |
| 1989 | Show Don't Tell                       | —         | —         | —         | 1         | Presto                  |
| 1990 | The Pass                              | —         | —         | —         | 15        | Presto                  |
| 1990 | Superconductor                        | —         | —         | —         | 37        | Presto                  |
| 1991 | Dreamline                             | —         | —         | —         | 1         | Roll the Bones          |
| 1992 | Roll the Bones                        | —         | 49        | —         | 9         | Roll the Bones          |
| 1992 | Face Up                               | —         | —         | —         | —         | Roll the Bones          |
| 1992 | Heresy                                | —         | —         | —         | —         | Roll the Bones          |
| 1992 | Bravado                               | —         | —         | —         | 13        | Roll the Bones          |
| 1992 | Ghost of a Chance                     | —         | —         | —         | 2         | Roll the Bones          |
| 1993 | Stick It Out                          | —         | —         | —         | 1         | Counterparts            |
| 1994 | Nobody's Hero                         | —         | —         | —         | 9         | Counterparts            |
| 1994 | Cold Fire                             | —         | —         | —         | 2         | Counterparts            |
| 1994 | Animate                               | —         | —         | —         | 35        | Counterparts            |
| 1994 | Double Agent                          | —         | —         | —         | —         | Counterparts            |
| 1996 | Test for Echo                         | —         | —         | —         | 1         | Test for Echo           |
| 1996 | Half the World                        | —         | —         | —         | 6         | Test for Echo           |
| 1997 | Driven                                | —         | —         | —         | 20        | Test for Echo           |
| 1997 | Virtuality                            | —         | —         | —         | —         | Test for Echo           |
| 1997 | Resist                                | —         | —         | —         | —         | Test for Echo           |
| 1998 | The Spirit of Radio (Live)            | —         | —         | —         | 27        | Different Stages        |
| 1998 | Closer to the Heart (Live)            | —         | —         | —         | —         | Different Stages        |
| 2002 | Secret Touch                          | —         | —         | —         | 25        | Vapor Trails            |
| 2002 | One Little Victory                    | —         | —         | —         | 10        | Vapor Trails            |
| 2002 | Sweet Miracle                         | —         | —         | —         | —         | Vapor Trails            |
| 2003 | Resist (Live)                         | —         | —         | —         | —         | Rush in Rio             |
| 2004 | Summertime Blues                      | —         | —         | —         | 30        | Feedback                |
| 2007 | Far Cry                               | —         | —         | —         | 22        | Snakes & Arrows         |
| 2007 | Spindrift                             | —         | —         | —         | —         | Snakes & Arrows         |
| 2007 | The Larger Bowl (A Pantoum)           | —         | —         | —         | 16        | Snakes & Arrows         |
| 2008 | Workin' Them Angels (Live)            | —         | —         | —         | 30        | Snakes & Arrows Live    |
| 2010 | Caravan                               | —         | —         | —         | —         | Clockwork Angels        |
| 2012 | Headlong Flight                       | —         | —         | —         | —         | Clockwork Angels        |
| 2012 | The Wreckers                          | —         | —         | —         | —         | Clockwork Angels        |
| 2013 | The Anarchist                         | —         | —         | —         | —         | Clockwork Angels        |

## Videografia

### Video album
| 1981 | Exit...Stage Left - Pubblicato: - Etichetta: Polygram Records                   | Oro              |
| 1984 | Grace Under Pressure Tour - Pubblicato: - Etichetta: Polygram Records           |                  |
| 1985 | Through the Camera Eye - Pubblicato: - Etichetta: Polygram Records              |                  |
| 1989 | A Show of Hands - Pubblicato: - Etichetta: Polygram Records                     | Platino          |
| 1990 | Chronicles - Pubblicato: - Etichetta: Polygram Records                          | Platino          |
| 2003 | Rush in Rio - Pubblicato: - Etichetta: Rounder Records                          | 7x Multi-Platino |
| 2005 | R30: 30th Anniversary World Tour - Pubblicato: - Etichetta: Rounder Records     | 5x Multi-Platino |
| 2006 | Rush Replay X 3 - Pubblicato: - Etichetta: Mercury Records                      | 2x Multi-Platino |
| 2008 | Snakes & Arrows Live - Pubblicato: - Etichetta: Rounder Records                 | 2x Multi-Platino |
| 2009 | Working Men - Pubblicato: - Etichetta: Rounder Records                          |                  |
| 2011 | Time Machine 2011: Live in Cleveland - Pubblicato: - Etichetta: Rounder Records | 2x Multi-Platino |
| 2013 | Clockwork Angels Tour - Pubblicato: - Etichetta: Rounder Records                | Platino          |
| 2014 | R40 - Pubblicato: - Etichetta: Rounder Records                                  |                  |
| 2015 | R40 Live - Pubblicato: - Etichetta: Rounder Records                             |                  |

### Video musicali
| Anno | Titolo                | Direttore           |
| ---- | --------------------- | ------------------- |
| 1975 | "Anthem"              |                     |
| 1975 | "Fly by Night"        |                     |
| 1975 | "Best I Can"          |                     |
| 1977 | "Closer to the Heart" |                     |
| 1977 | "A Farewell to Kings" |                     |
| 1977 | "Xanadu"              |                     |
| 1978 | "Circumstances"       |                     |
| 1978 | "The Trees"           |                     |
| 1978 | "La Villa Strangiato" |                     |
| 1981 | "Limelight"           | Bruce Gowers        |
| 1981 | "Tom Sawyer"          | Bruce Gowers        |
| 1981 | "Vital Signs"         | Bruce Gowers        |
| 1982 | "Subdivisions"        | Grant Lough         |
| 1983 | "Countdown"           | Grant Lough         |
| 1984 | "Afterimage"          | Tim Pope            |
| 1984 | "The Body Electric"   | Rocky Morton        |
| 1984 | "The Enemy Within"    | Rocky Morton        |
| 1985 | "The Big Money"       | Robert Quartly      |
| 1986 | "Mystic Rhythms"      | Gerald V. Casale    |
| 1987 | "Time Stand Still"    | Zbigniew Rybczynski |
| 1988 | "Mission" (live)      | Larry Jordan        |
| 1989 | "Show Don't Tell"     | Doug Freel          |
| 1990 | "Superconductor"      | Gerald V. Casale    |
| 1992 | "Roll the Bones"      | Chris Painter       |
| 1992 | "Stick It Out"        | Samuel Bayer        |
| 1994 | "Nobody's Hero"       |                     |
| 1996 | "Half the World"      | Dale Heslip         |
| 1996 | "Driven"              | Dale Heslip         |
| 2007 | "Far Cry"             | Christopher Mills   |